# Tomosvaryella aeneiventris
Tomosvaryella aeneiventris är en tvåvingeart som först beskrevs av Kertesz 1903.  Tomosvaryella aeneiventris ingår i släktet Tomosvaryella och familjen ögonflugor. Inga underarter finns listade i Catalogue of Life.